# Nicole Randall Johnson
Pour les articles homonymes, voir Nicole Johnson.
Nicole Randall Lynn Johnson est une actrice afro-américaine née le 9 décembre 1973 à Los Angeles, connue pour son rôle de Lorraine dans Hannah Montana.

## Filmographie
Sauf indication contraire, les informations mentionnées dans cette section peuvent être confirmées par la base de données cinématographiques IMDb,  présente dans la section « Liens externes ».

### Actrice

#### Cinéma
- ? : Till Death (court métrage) de Adam Vignola : une prostituée
- 1998 : Open 'til 3 (court métrage) de Ari Lieberman : Diana
- 2004 : Reaction de Leone Marucci : la partenaire par intérim
- 2005 : 40 ans, toujours puceau (The 40 Year-Old Virgin) de Judd Apatow : speed dater
- 2005 : In Her Shoes de Curtis Hanson : l'assistante de Rose
- 2006 : Jimmy and Judy (en) de Randall Rubin et Jonathan Schroder : une prostituée
- 2006 : L'École des dragueurs (School for Scoundrels) de Todd Phillips : Shanice (non créditée)
- 2007 : Transformers de Michael Bay : une femme de la sécurité (non créditée)
- 2007 : Permis de mariage (License to Wed) de Ken Kwapis : Louise
- 2007 : Les Frères Solomon (The Brothers Solomon) de Bob Odenkirk : Birthing Instructor
- 2008 : Truth Be Told (court métrage) de Brian Razzano : ?
- 2008 : Les Grands Frères (Role Models) de David Wain : Karen
- 2010 : Lez Chat (court métrage) de Tig Notaro et Kyle Dunnigan : la femme déçue
- 2019 : Murder Mystery de Kyle Newacheck : Marisol
- 2019 : American Skin de Nate Parker : Tammi

#### Télévision

##### Séries télévisées
- 2002 : Felicity : resident (saison 4, épisode 16)
- 2002 : Les Experts (CSI: Crime Scène Investigation) : une infirmière (saison 2, épisode 23)
- 2003 : Miss Match : Nicole (saison 1, épisode 2)
- 2004 : Les Parker (The Parkers) : Mrs Carter (saison 5, épisode 13)
- 2004 : Dragnet : Policière universitaire (saison 2, épisode 7)
- 2004 : Une famille presque parfaite (Still Standing) : Karen Gault (saison 2, épisode 22)
- 2004 : Reno 911, n'appelez pas ! : une demoiselle d'honneur / Stolen hair Victim (saison 2, épisode 10 et 16)
- 2004 : Significant Others (en) : Alex (8 épisodes)
- 2005 : Listen Up (en) : Susan (saison 1, épisode 13)
- 2005 : Half and Half (Half & Half) : une journaliste (saison 3, épisode 17)
- 2005 : Monk : Françoise (saison 4, épisode 4)
- 2005 : Inconceivable (en) : Dana (saison 1, épisode 4)
- 2005 : Larry et son nombril (Curb Your Enthusiasm) : la réceptionniste d'Omar (saison 5, épisode 5)
- 2005-2007 : Mad TV : various  (37 épisodes)
- 2007 : Andy Barker, P.I. (en) : Clerk / Nicole (saison 1, épisode 1 et 2)
- 2007 : The Shield : Leticia Gregory (saison 6, épisode 3)
- 2008 : Kath & Kim (en) : Suzette (saison 1, épisode 2 et 3)
- 2008 : Hannah Montana : Lorraine (saison 3, épisode 2)
- 2010 : Hot in Cleveland : Eleanor (saison 1, épisode 7)
- 2011 : Traffic Light : Cop (saison 1, épisode 1)
- 2012 : Suspect numéro 1 : New York (Prime Suspect) : Diane Carey (saison 1, épisode 13)
- 2012 : I Hate My Teenage Daughter : Ginger (saison 1, épisode 10)
- 2012 : Weeds : Détective Crowley (saison 8, épisode 11)
- 2012 : Greetings from Home : Emma (12 épisodes)
- 2012-2013 : Key & Peele : Rap Video Mon / Katendra (saison 2, épisode 4 et saison 3, épisode 5)
- 2013 : The Crazy Ones : Debbie (saison 1, épisode 2)
- 2016 : The Crossroads of History : Prudence (saison 1, épisode 7)
- 2019 : Single Parents (en) : Dr. Rhonda (saison 1, épisode 14)

### Productrice
- 2016 : Gay Skit Happens (saison 1, épisode 1 et 2)

### Scénariste
- 2005-2007 : Mad TV (33 épisodes)